# Episodi di Scomparsa
La prima stagione della serie televisiva Scomparsa, formata da 12 episodi, va in onda in Italia su Rai 1 dal 20 novembre 2017.
| nº | Titolo      | Prima TV Italia  |
| -- | ----------- | ---------------- |
| 1  | Episodio 1  | 20 novembre 2017 |
| 2  | Episodio 2  | 20 novembre 2017 |
| 3  | Episodio 3  | 27 novembre 2017 |
| 4  | Episodio 4  | 27 novembre 2017 |
| 5  | Episodio 5  | 4 dicembre 2017  |
| 6  | Episodio 6  | 4 dicembre 2017  |
| 7  | Episodio 7  | 11 dicembre 2017 |
| 8  | Episodio 8  | 11 dicembre 2017 |
| 9  | Episodio 9  | 18 dicembre 2017 |
| 10 | Episodio 10 | 18 dicembre 2017 |
| 11 | Episodio 11 | 19 dicembre 2017 |
| 12 | Episodio 12 | 19 dicembre 2017 |

## Episodio 1
Sabato 7 maggio ore 8.10 - il giorno della scomparsa.
Nora Telese è una psichiatra infantile che ha cresciuto da sola sua figlia Camilla e assieme a lei si è trasferita a San Benedetto del Tronto dove diventa direttrice dell'ambulatorio psichiatrico infantile. Affronta il caso del piccolo Lorenzo: la madre Annalisa lo ha abbandonato e il padre è il vice questore aggiunto di Ascoli Piceno Giovanni Nemi; la Telese salva il bambino dal tetto della scuola e ha poi modo di conoscere il padre. Una sera Camilla insieme agli amici Sonia Iseo e Andrea Pasini assume MD e si reca alla festa del liceo. La mattina seguente Nora e Marianna Iseo iniziano a preoccuparsi perché le figlie non sono rientrate a casa. Andrea racconta di averle lasciate in compagnia di due ragazzi. Nora trova uno di questi, Arturo Trasimeni detto Armadillo, che sentitosi pressato, colpisce Fausto Iseo, il padre di Sonia. Nora si reca così a casa del ragazzo ma non ottiene l'aiuto di sua madre; poco dopo l'adolescente le si presenta a casa, spiega di essere stato lasciato da Camilla durante la festa e di non averla più vista ma si arrabbia quando trova sulla scrivania della dottoressa un fascicolo che riguarda la sua infanzia. La scomparsa delle ragazze viene denunciata quando un contadino trova la borsa di Camilla con il suo telefonino.

## Episodio 2
16 ore dopo la scomparsa.
Le ricerche delle due ragazze iniziano nel bosco di Monteprandone e partecipa anche Davide Giuliani, volontario della Protezione Civile e allenatore della squadra di pallavolo nonché marito della sindaca di San Benedetto. Il vice questore Nemi nella stanza di Camilla trova una bustina di MD, interroga l'ex fidanzatino Arturo che gli fa il nome di Luca Rebeggiani come spacciatore e Balestri gli comunica che dalla stanza di Sonia mancano il passaporto e circa 1000 €. Amir Ikri racconta a Balestri che quel sabato notte le ragazze erano al suo kebab verso le 23.30. Il cellulare di Sonia si riaccende e così Nemi e Balestri riescono a prendere Rebeggiani mentre sta acquistando altra droga. Il ragazzino viene persuaso dalla sua vecchia dottoressa Nora e racconta a Nemi di aver trovato il cellulare al kebab dimenticato da Sonia che stava litigando con Camilla. L'ultimo messaggio di Sonia è stato mandato a Ugo Turano, farmacista e sponsor della squadra di pallavolo, il quale a Nemi dice di non averle risposto perché quella sera era di turno. Nel frattempo il figlio di Nemi si ricongiunge con la madre. Alla radio arriva una chiamata anonima di un signore che dice di voler parlare solo con la Telese e che "ora sai cosa si prova a perdere un figlio".
- Ascolti Italia: telespettatori 6 238 000 – share 24,4%[1]

## Episodio 3
Tre giorni dopo la scomparsa.
A fare la chiamata è stato Riccardo Trasimeni, padre di Arturo, che, uscito dal Carcere di San Vittore 10 mesi prima, lavora ora presso un benzinaio vicino a San Benedetto. La Telese è stata consulente del Tribunale dei Minori che tolse Arturo al padre come ha scritto anche Giancarlo Ferrari de Il Quotidiano di Roma. Nemi e la Telese iniziano le ricerche dell'uomo e Arturo rivela loro di aver rifiutato il padre tempo prima. Durante la chiamata in radio Trasimeni non dice nulla di rilevante alla Telese e non si riesce a rintracciarlo; Nemi però arriva a lui seguendo Arturo. Trasimeni non ha rapito le ragazze ma ha fatto tutto solo per cercare di riconciliarsi col figlio e quindi verrà processato solo per intralcio alla giustizia; ha invece visto le ragazze scendere al benzinaio da un suv nero vestite molto eleganti.

## Episodio 4
Tre giorni prima della scomparsa le due amiche sono state a Roma dove Sonia ha incontrato il padre di Camilla, psichiatra anche lui.
La piccola Greta Iseo racconta a Nora che la sorella aveva una storia d'amore segreta e che per questo è scappata.
Gli abiti indossati dalle due amiche provengono dalla boutique di Olga Turano che, dopo essere stata informata da Nemi, interroga il marito che nega fermamente e che Balestri scopre poi essere amante della Rebeggiani. Nora per puro caso nel lampadario della stanza della figlia trova una lettera di confessione sull'uso di droghe a causa della mancanza del padre e sulla volontà di partire. Monica Giuliani fa vedere a Nemi un video di un suo comizio davanti alla stazione dove si vedono le due ragazze in partenza tre giorni prima della scomparsa. Marianna Iseo racconta a Nemi che la figlia potrebbe essersi innamorata di un uomo più grande e sposato. Nora si reca a Roma da Enrico, suo fidanzato nel 1999, per raccontargli della scomparsa di Camilla, che è figlia anche sua.
- Ascolti Italia: telespettatori 6 231 000 – share 24,1%[2]

## Episodio 5
Giovedì 5 maggio ore 23.45 - due giorni prima della scomparsa.
Sonia viene scoperta dal padre mentre ritorna a casa di nascosto nel cuore della notte.
Enrico racconta a Nora e poi anche a Nemi di non aver visto Camilla ma di aver ricevuto per due volte l'amica Sonia che pareva essersi infatuata di lui e che è scappata via quando lui aveva confidato di non aver voluto fare figli. Sulla riva del fiume Marta Rebeggiani scorge un cadavere: è Sonia e la scientifica appura che è stata uccisa la notte della scomparsa con un colpo alla nuca e poi gettata in acqua. Balestri scopre che il suv è in dotazione alla Building Marche, una società di Ancona che fa capo ad Attilio Forgione. Marianna incolpa Luigi di non essere stato un buon padre e lui, non presentatosi alla commemorazione nella palestra del liceo, tenta il suicidio nel suo garage ma viene salvato da Nemi e la Telese.

## Episodio 6
Domenica 8 maggio ore 01.15 - la notte della scomparsa. Le ragazze sono in realtà a una festa di Turano ma Camilla si rifiuta di prestarsi a un invitato. Fuori dalla villa viene redarguita dal farmacista.
Cinque giorni dopo la scomparsa. Nemi alla Building Marche scopre che ad usufruire del parco macchine non erano solo i soci ma anche persone esterne che avevano accesso al garage della ditta grazie alla password fornita dall'amministratore Forgione. Nora ed Enrico sono sempre più uniti e insieme interrogano la medium Gilda, madre della presentatrice radiofonica Arianna Marfisi, che continua a dire di sentire un fischio e che bisogna seguirlo per ritrovare Camilla. Rebeggiani rivela a Balestri di aver visto Sonia litigare con Amir nel suo locale il giovedì sera dopo le 22 nel giorno di chiusura. Annalisa chiede l'affidamento di Lorenzo e Nemi chiede una consulenza legale a Monica. Forgione, uno dei presenti alla festa nella villa, chiede a Nemi di essere discreto nelle indagini sulla sua ditta. Il giornalista Ferrari inizia a pressare Rebeggiani e pubblica la notizia dei sospetti su Amir. Greta alla Telese aveva raccontato di aver visto la sorella uscire di nascosto il giovedì sera e Balestri ottiene la conferma da Luigi Iseo che l'aveva vista rientrare. L'ispettore nonostante le spiegazioni avute da suo genero Amir continua a sospettare di lui a maggior ragione quando viene informato dalla figlia Linda che non era in casa il sabato notte e così decide di confrontare il suo DNA con quello ritrovato sotto le unghie di Sonia.
Nemi dai tracciati satellitari scopre che il suv alle 4.30 di domenica mattina è partito da una villa di proprietà dell'ambasciata di Saint Patrick sul Monte Conero e senza alcuna autorizzazione vi si reca con Nora che nella fontana ritrova un braccialetto della figlia.
- Ascolti Italia: telespettatori 6 237 000 – share 24,17%[3]

## Episodio 7
5 settembre - 8 mesi prima della scomparsa. Nora regala un braccialetto blu a Camilla.
Nora tira fuori dall'acqua il braccialetto mentre all'interno della villa Nemi fa delle foto a 15 microcamere che in ciascuna stanza puntano ai letti e che quindi servivano per ricattare. Balestri, ottenuto di nascosto i risultati del dna, porta Amir in una villetta in costruzione. Nemi capisce le intenzioni del collega e Linda gli dice che potrebbe essere alla villetta; Nora accompagna la donna subito in ospedale per partorire. All'arrivo del vice questore, Amir dice di non avere niente a che fare con la morte di Sonia e che anzi lei lo ha graffiato nel suo locale nel tentativo di dividerlo dal fratello diciannovenne con cui stava litigando per la sua appartenenza ad una cellula di fondamentalisti islamici pronti a partire per unirsi all'ISIS; gli estremisti vengono poi arrestati su indicazione di Amir. Nemi intanto ottiene il mandato di perquisizione della villa e trova una stanza con dei pc i cui hard disk sono però stati svuotati. Riccardo Trasimeni promette al figlio che se partiranno insieme per la Costa Rica dall'aeroporto chiamerà la polizia per raccontare tutta la verità sulle ragazze.

## Episodio 8
Sabato 7 maggio ore 22, la notte della scomparsa. Prima della festa del liceo Arturo regala a Camilla un fischietto da usare se avrà bisogno di lui.
6 giorni dopo la scomparsa.
Nemi scopre che Olga Turano la notte della scomparsa verso le 3 ha cercato di chiamare il marito sia in farmacia che sul cellulare ma la donna non vuole rispondere al poliziotto che la incalza. Arturo decide di partire con il padre ma prima chiama Nora dicendole di dire a Camilla che l'ha fatto per lei. La Telese avvisa subito Nemi che fa rintracciare il ragazzo. Riccardo racconta ad Arturo che le ragazze nel bagno della stazione di servizio gli avevano lasciato dei soldi in cambio di un pacco di cocaina. Con quei soldi loro due si sarebbero dovuti trasferire in Costa Rica ma qualcosa va storto: Riccardo ha cercato di fregare alcuni criminali che ora vogliono regolare i conti con lui però riesce a divincolarsi per consentire al figlio di scappare ma il capo della banda gli spara prima di essere fermato da Nemi e Balestri arrivati al campeggio in quel momento; prima di morire Trasimeni dice a Nora che a guidare il suv era Ugo Turano.
Olga Turano intanto costringe il marito a raccontarle la verità minacciandolo di abortire: il farmacista racconta che quella notte era in compagnia della sua amante Marta Rebeggiani, la migliore amica della moglie. La testimonianza di Trasimeni non si può considerare dato che è morto e Nora è parte in causa. La Telese racconta così la vicenda alla Turano che ribatte dicendo che il marito quella notte era con l'amante. In realtà non ci crede nemmeno lei e affrontando Marta scopre che quella notte non poteva essere con Ugo dato che stava festeggiando il suo anniversario; Olga va via sconvolta con Nora che l'aveva seguita. Andrea Pasini è infelice poiché non è in pace con sé stesso mentre Marta Rebeggiani nota che il figlio ha ripreso a farsi i tagli sulle braccia. Nel bosco si sente continuamente un fischio: è Camilla che chiede aiuto.
- Ascolti Italia: telespettatori 6 810 000 – share 27,2%[4]

## Episodio 9
Domenica 8 maggio ore 4.50 - la notte della scomparsa.
Nei pressi dell'Albergo Al Conero Sonia si butta fuori da un'auto in corsa per scappare mentre due amanti dalla finestra dell'hotel osservano la scena.
Una settimana dopo la scomparsa.
Nora accompagna Olga dal marito che racconta di aver solo convinto le ragazze ad andare alla festa e che non sa con chi se ne siano poi andate. Turano racconta agli inquirenti di aver ipotecato la farmacia e il negozio della moglie poiché stava finendo sul lastrico e, dato che la banca non gli faceva più credito, aveva ottenuto l'aiuto di Attilio Forgione in cambio dell'organizzazione del festino con lo scopo di ricattare il consigliere regionale Bortolotti il quale avrebbe dovuto fargli avere un appalto. Turano consegna di sua spontanea volontà la copia degli hard-disk delle microcamere e conferma di aver chiesto alle ragazze di prendere la droga al benzinaio di Trasimeni, suo vecchio amico di infanzia. Alla festa però Camilla non si era sentita a suo agio e così Turano per calmarla le aveva dato un drink con della anfetamina mettendola a dormire in una stanza. I filmati dimostrano che Camilla si è risvegliata alle 4.45 mentre Sonia, dopo aver respinto Bortolotti e aver incrociato Turano, è scappata all'1.37. Il farmacista viene posto in stato di fermo e poco dopo viene arrestato Forgione il quale cerca di difendersi in tutti i modi ma poi, pressato da Nemi, ammette di aver visto Sonia salire su un'auto prima delle 2 probabilmente insieme ad Alfredo Vannini. Nemi racconta la vicenda al giornalista Ferrari consegnandogli la lista degli invitati alla festa e questo poco dopo pubblica un articolo on-line insieme alla collega Arianna Marfisi, figlia di Gilda. Durante la recita scolastica la preside e il suo amante si decidono a raccontare il fatto a Nemi: iniziano così le ricerche nei dintorni dell'Albergo Al Conero e Nemi e la Telese sentendo il fischio riescono a trovare Camilla in un pozzo.

## Episodio 10
Un anno prima della scomparsa. Giovanni racconta all'amico Davide Giuliani di essere stato lasciato da Annalisa.
Una settimana dopo la scomparsa. Davide si cala nel pozzo ma si sente male e viene sostituito da Nemi che riesce a recuperare Camilla. La ragazza cadendo si è rotta una costola e una scheggia le ha perforato il polmone: il dottor Pasini interviene e riesce a salvarla. Vannini dichiara a Nemi di essere andato via dalla festa alle 4 con il suo autista il quale racconta di aver visto uscire Sonia barcollante e di averla solo riaccompagnata alla stazione di San Benedetto prima di far ritorno alla villa. Il vice questore interroga così Andrea Pasini che nega di aver visto Sonia e racconta di aver dormito in spiaggia una volta uscito dalla discoteca Flexus. Il padre invece racconta che il figlio è gay e che quella notte è venuto da lui al pronto soccorso tra le 2.30 e le 3 dopo essersi visto con ragazzo. Alle 3.05 avrebbe poi chiamato Gabriele Lanci, l'assistente della Telese, il quale conferma di averlo incontrato in discoteca e di aver avuto un rapporto sessuale con lui fino alle 2. Un'ora dopo poi Andrea lo aveva appunto chiamato e raggiunto di nuovo a casa sua dove prima gli aveva dato un pugno per spavento e poi aveva dormito con lui fino alle 7 per poi andarsene dicendo di non cercarlo più. Intanto Nora ringrazia Arturo perché grazie al suo fischietto Camilla è stata ritrovata ma la ragazza appena si risveglia non si dà pace per la morte dell'amica e viene sedata. Olga Turano cambia idea e decide di non abortire più quando in ospedale vede la scena di una madre anziana accudita dalla figlia infermiera. Le immagini del piazzale della stazione mostrano Sonia alle 3.43 fare una chiamata da un telefono pubblico e Balestri informa Nemi che a ricevere la telefonata è stato il suo amico Davide Giuliani.
- Ascolti Italia: telespettatori 6 697 000 – share 27,4%[5]

## Episodio 11
Sei anni prima della scomparsa. Fausto Iseo è a caccia ma la piccola Sonia fa scappare un fagiano perché non vuole che venga ucciso.
8 giorni dopo la scomparsa. Nemi sta guardando un video di Sonia e il figlio riconosce una canzone che ha scritto Davide. In ospedale Camilla racconta che è andata alla festa su invito di Sonia perché, pur sapendo che andandoci non ci avrebbe guadagnato nulla, era arrabbiata con la madre che le aveva tenuto nascosto il padre. La ragazza incolpa quindi sé stessa ma anche la madre per la morte dell'amica e in seguito riceve la visita del padre. A Nemi racconta di non ricordarsi chi l'abbia caricata in macchina dopo che si era risvegliata e di essere scappata nel bosco dopo aver visto una figura uccidere Sonia con un sasso; aggiunge che l'amica non le aveva mai rivelato di quale uomo si fosse innamorata. Ferrari continua a frequentarsi con Arianna e le chiede di trasferirsi a Roma con lui. Nemi chiede a Davide chi possa essere l'uomo di cui Sonia si era innamorata e lui fa finta di niente ma inizia a preoccuparsi di poter essere scoperto. Finalmente anche Arturo riesce a far visita a Camilla. Nemi per puro caso, trovando una cartellina rosa di Alice Giuliani, capisce che Davide aveva usato il pc del centro giovani e al bilancione, il loro rifugio, trova la registrazione della canzone di Sonia e anche un suo fermaglio. L'amico dovrebbe raggiungerlo per parlare ma getta il cellulare dal finestrino e fugge. Giovanni va a casa di Nora e i due fanno l'amore. La mattina seguente ottiene un mandato di arresto ma Davide è scappato. Arianna è stufa della madre alcolizzata e decide di trasferirsi a Roma da Ferrari che le fa avere un contratto da stagista presso la sua redazione. La ragazza comunica la notizia a Marianna Iseo, sua datrice di lavoro, e passando davanti a casa di Giuliani vede che è in corso una perquisizione e avvisa Ferrari. Nemi riceve una chiamata da Giuliani su un telefono non rintracciabile di Monica e lo raggiunge in una pensione fuori città. L'amico confessa di aver fatto sesso con Sonia solo una volta e che si era accorto che si era innamorata di lui; la aveva raggiunta alla stazione e per aiutarla a recuperare Camilla voleva chiedere aiuto all'amico Giovanni ma lei così è scappata facendo perdere le proprie tracce. Nemi, prima portarlo dal PM, accompagna Davide dalla moglie ma non fa in tempo a spiegarle la vicenda perché viene ucciso con due colpi di fucile da Fausto Iseo che aveva saputo del suo coinvolgimento leggendo l'articolo di Ferrari.

## Episodio 12
Domenica 1 maggio ore 10. Andrea Pasini vuole sorprendere il padre e davanti a lui massaggia e bacia Sonia, l'unica a sapere che è gay.
10 giorni dopo la scomparsa. Il dottor Pasini porta dei fiori sulla tomba della moglie. Giovanni piange sul corpo dell'amico e Monica è decisa a dimostrare la sua estraneità. Camilla dice a Nemi di ricordarsi di un ciondolo e che quindi la macchina sulla quale si è risvegliata era quella di Andrea; i due amanti dell'albergo confermano che l'auto che hanno visto era scura. Gloria Spaggiari si presenta ad Arianna come direttrice del Quotidiano ma anche come fidanzata di Ferrari e le propone lo stage. Questa, infuriata con lui per l'articolo che ha causato la morte di Giuliani, torna in lacrime dalla madre Gilda. Vengono perquisite la villa e l'auto di Pasini e il dottore dice che il figlio è ad Ancona da una zia. Questa a Nemi e alla Telese dice che il ragazzo poco prima è uscito di tutta fretta per raggiungere il padre con la sua auto e alla psichiatra racconta che lui sta soffrendo per la madre, morta in un incidente poco prima che il padre tornasse dall'Iraq. Intanto Balestri comunica a Nemi che nell'auto di Andrea è stato trovato il sangue di Sonia e che un portantino del pronto soccorso gli ha detto che il dottore la notte della scomparsa ha scambiato la sua auto, che aveva bucato, con quella nera del figlio. L'auto della zia viene trovata fuori dal cimitero da una pattuglia ed Enrico chiama Nora dicendole che Camilla non si trova in ospedale: il dottore dopo la perquisizione della polizia era tornato in ospedale a prendere Camilla e ha chiesto al figlio di raggiungerlo al cimitero. All'arrivo di Nora e Nemi l'uomo vestito da militare racconta come sono veramente andate le cose quella tragica notte: arrivato a casa con la macchina del figlio ha trovato Sonia, insieme hanno recuperato Camilla alla villa e al ritorno, avendo una visione della defunta moglie, si è accanito contro Sonia uccidendola con un sasso quando ha cercato di scappare nei pressi dell'Albergo Al Conero e, non trovando più Camilla all'interno dell'auto, è ritornato a casa. Dopo la confessione si spara davanti a loro sulla tomba della moglie. Nel finale Marianna Iseo e Monica Giuliani si abbracciano in lacrime, Davide viene commemorato con la sua tavola da surf, Giovanni e Nora si baciano e Arianna in radio posa le cuffie.
- Ascolti Italia: telespettatori 6 811 000 – share 28,7%[6]